# 突攻! メイドサンダー
『突攻! メイドサンダー』（とっこうメイドサンダー）は、やぎさわ景一による日本のギャグ漫画作品。秋田書店の月刊漫画雑誌『チャンピオンRED』に、2006年5月号より2008年8月号まで連載された。単行本はチャンピオンREDコミックスより刊行。全3巻。

## あらすじ
両親が海外赴任とその付き添いに行ったため、一人暮らしを始めた男子高校生、山田雅人。だがその初日の朝、電話で両親から雅人のためにメイドを頼んでいたことを明かされる。そして雅人の家にやってきたメイドは、なぜか木刀と晒の似合う金髪特攻服の女性、サンダー摩騎こと山田摩騎であった。

## 登場人物
山田 雅人（やまだ まさと）
主人公。両親によって派遣された摩騎に振り回されている。性格は風紀委員なだけあってか、堅物。学校での成績はいいが、テストの結果や成績が落ちると親からの小遣いも極端に減らされる。好物は蟹クリームコロッケ。
山田 摩騎（やまだ まき）
「サンダース家政婦派遣所」から雅人宅に派遣されたメイド。通称「サンダー摩騎」。風貌と性格はメイドというより、ヤンキーである。ただしメイドとしての実力は高く、何だかんだで雅人へのメイドとしての忠誠心は高い。メイドのことを冥怒と呼ぶ。さらしの上からでも分かるほどのグラマラスな体形であるが、本人はあまり自覚していないようで、ときに不用意な発言で美紀や香奈を傷つけている。雅人と同姓なのはただの偶然なのか、なにか理由があるのかは謎。大の酒豪だが、飲むと酒癖として男女かまわずキスしてしまうキス魔と化す。
小学生時代に紅緒の性根を叩きなおした実力を持ち、不良学生や街のゴロツキ、果ては他の冥怒も簡単に倒し、ティーガーの戦車さえ素手の一撃でバラバラにする、サンダース家政婦派遣所の冥怒の中でもトップクラスの戦闘力を持っているが、唯一阿利阿にだけは頭が上がらない。
風間 美紀（かざま みき）
元風紀委員長（作品途中で卒業）。雅人に片思いをしている。腹黒い一面がある。ゲーム好き。しかしながら家事については壊滅的な散らかし魔で協調性も皆無。
香奈が登場するまではこの作品一の貧乳体型だった。雅人が同居するグラマーな摩騎に誘惑されないかと気が気でない。
青葉 香奈（あおば かな）
日本刀を持つ摩騎のメイド養成時代の知り合い。通称「セイバー香奈」。
青葉一刀流の使い手で、包丁のように料理を刻んだり、物差し代わりに寸法を測ったりする日本刀を器用に使いこなす。
摩騎に喧嘩で渡り合える、数少ない実力者。また家事も料理も摩騎に負けないほど優秀なのだが、一時的に山田家で摩騎の代わりに雅人の世話をした以外はまだ正式に仕えるご主人様はいない。そのため収入も少ないのか、生活費を稼ごうと賞金と賞品目当てに美人コンテストに出場したこともある。単行本のおまけ漫画ではメイド喫茶で嬉々としてバイトする姿が描かれたが、作中の設定かどうかは不明。
性格は摩騎や他の女性キャラクターと違い冷静沈着な常識人。だがゴキブリは大の苦手で、目にすると錯乱し、料理を作っていた日本刀で退治しかけるほど。生真面目に他人の言動に反応するので、摩騎にはおちょくられ続けているいじられキャラ。摩騎が不幸な目に遭うと内心で腹黒く喜ぶ。
体型はこの作品の女性陣の中でもっとも貧乳。
最終回で摩騎とともに雅人に仕えることになり、正式にご主人様を持つことになった。
ジャネット＝サンダース
通称「メイドテキサス」。摩騎には「ジャネ子」と呼ばれる。二丁拳銃を持ち、日本の街中でも馬を乗り回す。アメリカ出身で、摩騎のサンダース家政婦派遣所の後輩にあたる。
巨乳で眼鏡っ娘、性格は天然でドジっ娘だが、銃の腕は百発百中。
来日当初はご主人様がいなかったが帰国してすぐ正式に冥怒となった。仕えるご主人様は髪が金髪なこと以外は雅人そっくりの顔と容姿である。
茜沢 紅緒（あかねざわ べにお）
新年度から雅人の担任になった女教師だが、昔喧嘩で負けて以来、摩騎にベタ惚れしており、ことあるごとに雅人をダシにして摩騎に近づこうと画策する。
酒と喧嘩は摩騎以外には負けたことがない。
判藤 霧（ばんどう きり）
通称「メイドファントム」。サンダース家政婦派遣所の別荘に勝手に住み込んでいた冥怒だが、正体はすでに死んでいる幽霊でしかも男。男なのでメイドになれなかったことを未練に思い、成仏できずにいた。
その後、ご主人様を見つけて正式に冥怒を名乗るようにはなったが、そのご主人様も幽霊である。
ゲオルギーネ＝ディッテンベルガー
通称「メイドティーガー」。ドイツ出身で、腰から下はキャタピラ付きの戦車姿だが、ロボットではなく分離すれば生身の足がある。また戦車部分は壊れると予備の戦車「レオパルド」を呼び出して乗り換えることもできる。乗り換え後は「メイドレオパルド」と名乗る。
強気で自信家な性格だが、戦車部分から分離したときは弱気な性格になる。幽霊が大の苦手。
ご主人様への信頼と忠誠心は高いらしい。
ヘルマー
ティーガーのご主人様で、本来は優秀な頭脳を持つらしい青年。普段は人当たりもいい好青年だが、考え事に没頭し出すと、周りでどんな大騒ぎが起きても自分の殻に閉じこもって無言無表情の人形のようになる。
増田 阿利阿（ますだ ありあ）
通称「マスター阿利阿」。サンダース家政婦派遣所のメイドマスター。
一見物静かに見える女性だが本性を少しでも現すと、摩騎を含めた冥怒全員が逆らうことはできない実力の持ち主。

## 書籍情報
- やぎさわ景一 『突攻! メイドサンダー』 秋田書店〈チャンピオンREDコミックス〉、全3巻
  1. ISBN 978-4-253-23184-8　2007年1月19日発売
  2. ISBN 978-4-253-23185-5　2007年10月19日発売
  3. ISBN 978-4-253-23186-2　2008年7月18日発売